# Niclas Stierlin
Niclas Stierlin (Mannheim, 22 de enero de 2000) es un futbolista alemán que juega en la demarcación de centrocampista para el Hallescher F. C. de la Regionalliga Nordost.

## Biografía
Tras empezar a formarse como futbolista en el Waldhof Mannheim y nueve años en el 1. FC Kaiserslautern, finalmente en 2017 se marchó a la disciplina del R. B. Leipzig. Jugó en las filas inferiores de club, hasta que finalmente el 26 de julio de 2018 debutó con el primer equipo en un partido de clasificación para la Liga Europa de la UEFA contra el BK Häcken, partido en el que sustituyó a Bruma en el minuto 85 y que finalizó con un resultado de 4-0. En julio de 2019 fichó por el SpVgg Unterhaching. Allí permaneció dos años, marchándose en junio de 2021 al MSV Duisburgo. En este equipo estuvo tres temporadas y en julio de 2024 se unió al Hallescher F. C.

## Clubes
| Club               | País     | Año       | Partidos | Goles |
| ------------------ | -------- | --------- | -------- | ----- |
| R. B. Leipzig      | Alemania | 2018-2019 | 2        | 0     |
| SpVgg Unterhaching | Alemania | 2019-2021 | 49       | 3     |
| MSV Duisburgo      | Alemania | 2021-2024 | 79       | 2     |
| Hallescher F. C.   | Alemania | 2024-     | 34       | 3     |